# Гловер, Кейден
Кейден Эдвард Гловер (англ. Caden Edward Glover; родился 8 марта 2007) — американский футболист, нападающий клуба «Сент-Луис Сити».

## Клубная карьера
В январе 2023 года 15-летний Гловер подписал пятилетний контракт с клубом MLS «Сент-Луис Сити», став первым в его истории «доморощенным» игроком.
13 мая 2023 года дебютировал в MLS в матче против «Чикаго Файр», став первым игроком 2007 года рождения, сыгравшим в MLS.

## Карьера в сборной
В апреле 2022 года дебютировал за сборную США до 15 лет.